# Comités de Autodefensa
Los Comités de Autodefensa (CAD), Comités de Defensa Civil o Rondas Campesinas Contrasubversivas son rondas campesinas organizadas oficialmente por el estado en grupos civiles armadas del Perú que tiene como objetivo luchar contra el terrorismo, la delincuencia y el narcotráfico en conjunto con la fuerzas armadas. Dichas organizaciones surgieron durante el periodo de violencia 1980-2000, y se encuentran activas en la conflictiva zona del VRAEM.

## Historia

### Comités de Defensa Civil
En diciembre del año 1982, tras la entrada del ejército a cargo de la lucha contrasubversiva, se empiezan a organizar los Comités de Defensa Civil (CDC), también llamado "montoneros", a semejanza de las "aldeas estratégicas" aplicadas por los EEUU en la Guerra de Vietnam o las Patrullas de Autodefensa Civil (PAC) de Guatemala. Sin embargo, el establecimiento de la CDC se realizó bajo criterios militares sin tener en cuenta la realidad social lo que trajo consigo que Sendero Luminoso pudiera operar "dentro de las aldeas, logrando debilitar a muchas unidades de defensa". A pesar de ello y algunos reportes de excesos, se organizaron diversas CDC, reportándose la entrega de armas extraoficial por parte de mandos locales del ejército o de la marina a las CDC. De esta forma, el campesinado, a través de las CDC, se convirtieron en un actor importante en la lucha antisubversiva contra Sendero Luminoso.

### La marcha del Capitán Vic
La entrada de los senderistas al VRAE logró el apoyo de unos cuantos campesinos sin tierra o con pocas tierras a la par que chocaron con el sector campesino más dinámico y organizado que habían conformado la Federación Campesina del Valle del Río Apurímac (FECVRA). En este escenario, el campesinado se alía con los "montoneros" de la sierra ayacuchana que se habían dirigido al lugar para organizar a la población contra los senderistas. De esta forma, con el objetivo de expulsar a los senderistas, se organizó una marcha hacia el valle durante la cual cientos de campesinos se unieron en el camino. Esta marcha estaba dirigida por el denominado "Capitán Vic", quien dirigió la caravana. Al llegar a Pichiwillca, entre abril o mayo de 1984, se constituye la Defensa Civil Antisubversiva (DECAS) del valle del río Apurímac en junio del 84.

### Antonio Cárdenas y las DECAS
Al mando de Antonio Cárdenas, que en 1984 tenía 19 años, las DECAS iniciaron su expansión por el valle.  A pesar de algunos excesos, las DECAS se convirtieron en la primera milicia campesina que constituyó una red de organizaciones que abarcó el ámbito de una región, en este caso el valle del río Apurímac. Para mediados de 1985, los senderistas estaban en retroceso en el valle y las fuerzas armadas y las DECAS habían logrado su control.

### Ataque senderista a Pichiwillca
El 13 de abril de 1988, un grupo de alrededor de 40 senderistas apoyados por campesinos de la denominada "fuerza local" atacaron Pichiwillca, la principal base de las DECAS en el VRAE. Los ronderos de Pichiwillca ayudados por un destacamento de la marina y de ronderos de Anchihuay repelieron el ataque dejando decenas de senderistas muertos. El ataque hizo que se iniciara una contraofensiva de las rondas contrasubversivas contra los senderistas  logrando, tras dos años, recuperar el control del valle.

### Operación Halcón
Tras el ataque a Pichiwillca, y la posterior contraofensiva, las DECAS extendieron su accionar a la sierra. El 9 de agosto de 1989, en el marco de la llamada "Operación Halcón", 200 ronderos partieron de Santa Rosa hacia Tambo para reorganizar las rondas en la provincia ayacuchana de La Mar. Las autoridades de la provincia, debido a la poca resistencia de las CDC ante los senderistas, solicitaron apoyo a Pichiwillca. Esta iniciativa de la DECAS hizo que algunos sectores políticos de derecha (como el por entonces candidato Mario Vargas Llosa) y militares propongan que el Estado debía armas a las rondas contrasubversivas e incluirlas de manera oficial en la lucha contra el terrorismo, encontrando oposición en políticos de izquierda y algunos militares. En medio de esta polémica, el por entonces presidente Alan García hizo entrega simbólica de un centenar de escopetas a las DECAS.

### Decreto Legislativo 741
En 1991, las rondas contrasubversivas, a través del Decreto Legislativo 741 expedido por el gobierno de Alberto Fujimori, fueron reconocidas como organizaciones de la población surgidas "libre y espontáneamente". Dichas rondas o comités asumieron de forma oficial el nombre de Comités de Autodefensa (CAD).

## Relaciones

### Rondas Campesinas
Algunos grupos de Rondas Campesinas se oponen a los Comités de Autodefensa en su uso para la seguridad ciudadana ya que consideran que dichos comités solo sirven para la lucha contra el narcotráfico y el terrorismo, esto tras la polémica desatada por la intención del gobierno de Pedro Castillo de usar dichos comités para la seguridad ciudadana con la Ley 31494 ya que se otorgaría a dichos comités un mayor uso de armas de fuego y atribuciones de la Policía Nacional y las Fuerzas Armadas lo que conllevaría a la generación del paramilitarismo.

### Militarizado Partido Comunista del Perú
El Militarizado Partido Comunista del Perú los considera como soplones colaboradores con el Estado, en consecuencia, el MPCP comete atentados contra los miembros pertenecientes a dichos comités.

## Material audiovisual
- Video de un comité de autodefensa (CAD) de Satipo (2003)
- Fotografías de CAD (1991 - 1993)
- Publicación con imagen de CAD de asháninkas
- Imagen de militares y CAD de asháninkas (1995)
- Video de CAD de asháninkas (2003)